# Patrocloides walleyi
Patrocloides walleyi är en stekelart som först beskrevs av Heinrich 1956.  Patrocloides walleyi ingår i släktet Patrocloides och familjen brokparasitsteklar. Inga underarter finns listade i Catalogue of Life.